# Grand Ole Opry
El Grand Ole Opry és un programa de ràdio de música country. Es retransmet en directe cada setmana des d'un teatre a Opryland, a Nashville (Tennessee). És l'emissió de ràdio més antiga de la història dels Estats Units (des del 28 de novembre de 1925). Dedicat a honorar la música country i la seva història, l'Opry presenta una barreja de cantants famosos i músics contemporanis que interpreten música country, bluegrass, americana, folk i gospel, a més de representacions còmiques i comèdies. Atrau centenars de milers de visitants de tot el món i milions d’oients de ràdio i internet. Actualment és propietat d’Opry Entertainment (una divisió de Ryman Hospitality Properties, Inc.).
Als anys 30, l'emissora WSM va convertir el programa en una tradició musical de dissabte a la nit en gairebé 30 estats. El 1939 va debutar a nivell nacional a NBC Radio. L'Opry es va traslladar a una seu permanent, el Ryman Auditorium, el 1943. A mesura que es va desenvolupar en importància, la ciutat de Nashville es va convertir en la "capital de la música country".
La pertinença a l'Opry continua sent un dels èxits més destacats per a tots aquells que es dediquen a la música country. Des de 1974, l'espectacle s'ha emès des de la Grand Ole Opry House a l'est del centre de Nashville, amb una incursió anual d’hivern de tres mesos al Ryman des del 1999. A més dels programes de ràdio, els espectacles han estat televisats esporàdicament al llarg dels anys.